# (3354) McNair
(3354) McNair – planetoida z pasa głównego asteroid okrążająca Słońce w ciągu 3 lat i 199 dni w średniej odległości 2,32 j.a. Została odkryta 8 lutego 1984 roku w Lowell Observatory (Anderson Mesa Station) przez Edwarda Bowella. Nazwa planetoidy pochodzi od Ronalda McNaira (1950-1986), amerykańskiego astronauty, członka załogi STS-51-L. Przed nadaniem nazwy planetoida nosiła oznaczenie tymczasowe (3354) 1984 CW.